# خاویر روسی
خاویر روسی (انگلیسی: Javier Rossi؛ زادهٔ ۴ نوامبر ۱۹۸۲) بازیکن فوتبال اهل آرژانتین است.